# New Haven
New Haven è una città degli Stati Uniti d'America nello Stato del Connecticut.
È situata nella contea di New Haven sulla costa settentrionale del Long Island Sound. Soprannominata Elm City (Città degli olmi) per via dei numerosi olmi che storicamente l'hanno abbellita, sebbene molti alberi di olmo siano morti per via della grafiosi, New Haven è ancora una città con molto verde. New Haven è considerata la prima città degli Stati Uniti ad essere stata costruita con un piano urbanistico (1638). La città è il luogo natale dell'ex Presidente degli Stati Uniti George W. Bush, ma è meglio conosciuta come la sede della prestigiosa università Yale.

## Storia

### Periodo precoloniale e storia coloniale
Prima dell'arrivo degli europei l'area dell'attuale New Haven era abitata dagli indiani Quinnipiack che vivevano di pesca e coltivando il granoturco. L'area venne brevemente visitata dall'esploratore olandese Adriaen Block nel 1614. Gli olandesi iniziarono uno sporadico commercio di pellicce di castoro con gli indiani ma non costruirono un insediamento stabile. Nell'aprile del 1638 cinquecento coloni puritani guidati dal reverendo John Davenport e dal mercante londinese Theophilus Eaton e provenienti dalla colonia della baia di Massachusetts approdarono nell'insenatura di New Haven. Questi coloni speravano di poter stabilire una comunità religiosa migliore di quella che avevano abbandonato in Massachusetts e di sfruttare le opportunità offerte dal porto naturale. Gli indiani Quinnipiacks che a quel tempo subivano gli attacchi degli indiani Pequot si accordarono con i coloni e vendettero la loro terra in cambio di protezione.
Nel 1640, allorquando il governo teocratico ed il piano urbanistico a griglia erano stati realizzati, la città assunse il nome di New Haven in sostituzione di quello di Quinnipiac. Il nuovo insediamento divenne in breve il centro della colonia di New Haven che a quel tempo era separata da quella del Connecticut che si era formata intorno ad Hartford. La nuova colonia fu colpita dal disastro economico nel 1646 quando fu inviata in Inghilterra la prima nave carica di prodotti della colonia. La nave non raggiunse mai la sua destinazione e la sua scomparsa ostacolò lo sviluppo di New Haven proprio mentre si andava rafforzando il potere commerciale di Boston e di New Amsterdam. Nel 1660 i desideri del fondatore John Davenport si realizzarono quando grazie ai fondi elargiti da Edward Hopkins fu fondata la Hopkins School.
Nel 1661, i giudici che in Inghilterra avevano firmato la condanna a morte di Carlo I d'Inghilterra per sfuggire alle persecuzioni di Carlo II d'Inghilterra scapparono a New Haven. I primi ad arrivare furono i colonnelli Edward Whalley e William Goffe a cui John Davenport concesse di nascondersi nelle colline di West Rock a nord-ovest della città. Il giudice John Dixwell raggiunse gli altri regicidi successivamente.
New Haven divenne parte della colonia del Connecticut nel 1664, allorquando le due colonie si unirono su pressioni provenienti dall'Inghilterra. New Haven fu dichiarata capitale del Connecticut assieme ad Hartford nel 1701 e mantenne tale status fino al 1873. La cittadina conservò il suo carattere prevalentemente agricolo ma nel 1716 con il trasferimento dell'Università Yale da Old Saybrook a New Haven divenne un centro culturale.
Nel corso della rivoluzione americana New Haven contava circa 3 500 abitanti e fu un focolaio di attività rivoluzionaria al punto che gli inglesi la occuparono militarmente ma non la distrussero come fecero per altre città del New England cadute in loro possesso. New Haven conservò quindi il suo carattere coloniale.

### Storia post-coloniale
New Haven ebbe riconosciuto lo status di città nel 1784 e Roger Sherman, uno dei firmatari della costituzione, ne divenne il primo sindaco. La città deve il suo sviluppo industriale alle invenzioni e alle attività imprenditoriali di Eli Whitney, che dopo essersi laureato a Yale, si fermò in città per sviluppare la sgranatrice di cotone da lui inventata e per impiantarvi una fabbrica di pistole. I moderni metodi di lavoro di Whitney furono imitati da altri che svilupparono in città e nel resto dello Stato delle industrie d'armi. Fu proprio nella fabbrica di Whitney che nel 1836 Samuel Colt sviluppò la pistola automatica che da lui prese il nome. Un altro stimolo allo sviluppo economico fu l'apertura del canale Farmington che dagli inizi del XIX secolo favorì il trasporto con l'interno dello Stato del Connecticut. L'economia cittadina ebbe un ulteriore impeto con le commesse belliche avute durante la guerra civile e tra la fine dell'Ottocento e fino agli anni venti del secolo scorso la città accolse un enorme flusso migratorio dall'Europa meridionale (specialmente dall'Italia) che ne raddoppiò la popolazione. Ancora oggi circa la metà della popolazione dei quartieri di East Haven, West Haven e Hamden è italo-americana.

## Università

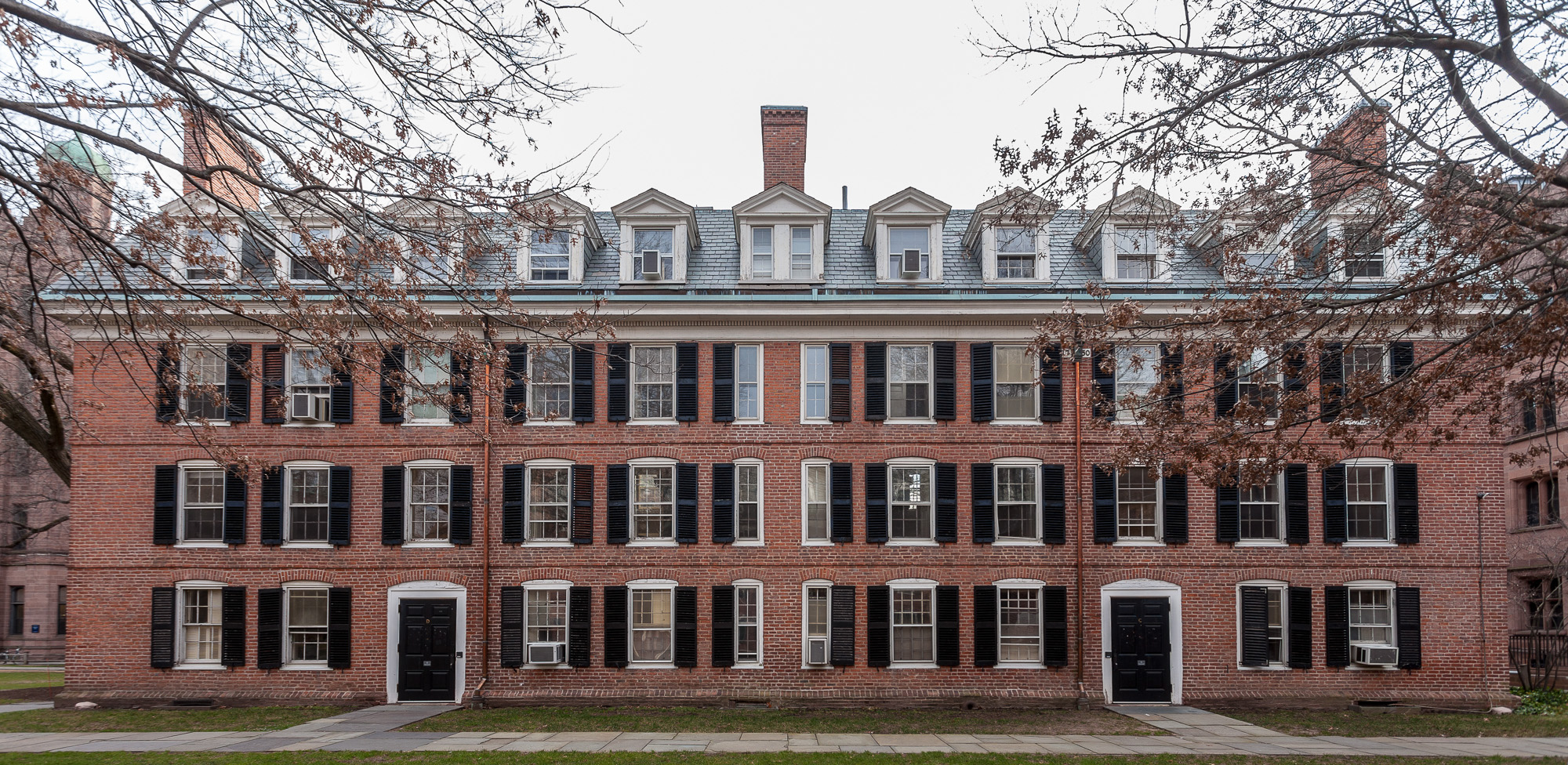
Connecticut Hall all'università di Yale

New Haven è un'importante città universitaria. Nel centro ha sede la prestigiosa Università Yale che è uno dei maggiori datori di lavoro della città. Altre istituzioni universitarie che hanno sede in città sono la Southern Connecticut State University, l'Albertus Magnus College, l'Università di New Haven, la Quinnipiac University ed il Gateway Community College. Inoltre la Hopkins School, una delle scuole superiori più vecchie del paese essendo stata fondata nel 1660, ha sede a New Haven.

## Musei
- Yale University Art Gallery

## Infrastrutture e trasporti
La città è servita dal servizio ferroviario suburbano Shore Line East e dalla linea New Haven del servizio ferroviario suburbano Metro-North Railroad.

## Amministrazione

### Gemellaggi
New Haven è gemellata con:
- Freetown
- Afula
- Amalfi
- Avignone, dal 1978[1]
- Hué
- León